# Marko Stamenić
Marko Stamenić, né le 19 février 2002 à Wellington, est un footballeur international néo-zélandais qui évolue au poste de milieu de terrain à Swansea City.

## Biographie
Né à Wellington, Stamenić fréquente le St Patrick's college (en) de sa ville natale et après avoir commencé a jouer au football à Stokes Valley (en) dans le Lower Hutt, il a intégré la Olé Football Academy (en),.
Ayant grandis en Nouvelle-Zélande, Stamenić est issu d'une famille aux origines serbes et samoanes,.

### Carrière en club

#### Débuts en Nouvelle-Zélande (2017-2020)
Dans la continuité de son parcours à l'acédmie Olé, Stamenić joue également avec son club affilié, le Western Suburbs en Central League (en), où il fait ses débuts en 2017 et avec qui il atteint la finale de la Coupe de Nouvelle-Zélande en 2018,,,,.
Le 2 octobre 2019, alors que son académie vient de s'associer au Team Wellington, Stamenić signe avec le club de Championnat de Nouvelle-Zélande,. Il apparait alors comme un des footballeurs les plus prometteurs de son pays.

#### Arrivée au Danemark (depuis 2020)
Après ses performances remarquées pour les jeunes néo-zélandais lors de la Coupe du monde junior 2019, Stamenic passe trois semaines au FC Copenhague en mars 2020. Cependant, avec l'éclatement de la pandémie de covid, Stamenić doit couper court à son séjour en Europe pour rentrer dans son pays natal, à la suite des directives qui y sont mises en place. Mais le jeune joueur reste dans le viseur du club danois, avec qui il va finalement signer le 1er septembre 2020, alors que le covid semble être en retrait en Europe,,.
Stamenić fait ses débuts professionnels le 23 novembre 2020, titularisé en Superligaen lors d'une défaite 2-1 en contre le Randers FC, montant également en puissance avec les équipes de jeunes du club.
Le 31 août 2021, la jeune promesse océanienne est prêtée au HB Køge en deuxième division danoise pour le reste de l'année afin de gagner en temps de jeu et en expérience sénior,.

### Carrière en sélection

#### Début en sélection junior
Stamenić fait sa première apparition pour en équipe néo-zélandaise des moins de 17 ans le 12 septembre 2018 entrant en jeu lors d'une défaite marquante 5-0 contre les Îles Salomon lors du championnat d'Océanie,. Mais Stamenic va ensuite s'imposer comme titulaire avec la sélection lors du tournoi, que la Nouvelle-Zélande termine par une victoire contre Tahiti en demi-finale — qui qualifie les kiwis pour la coupe du monde, —, remportant ensuite la compétition, après une revanche face aux Îles Salomon, battues 5-4 aux tirs au but,,.
Stamenić prend ainsi également par à la Coupe du Monde junior de 2019, où malgré une élimination en phase de groupe le jeune joueurs et son équipe s'illustrent,,, notamment lors de la défaite contre les hôtes brésiliens, puis dans leur dernier match, une victoire 1-0 contre le Canada,,.

#### Sélection olympique
En juillet 2021, Marko Stamenić participe aux Jeux olympiques, qui vont marquer l'histoire du football néo-zélandais : d'abord portés par Chris Wood, ils battent en ouverture une Corée du Sud qui fait partie des favoris — étant les champions asiatiques en titre (en) — et qui dans ce tournoi sur son continent marquera ensuite 10 buts contre ses autres adversaires de poule,.
Entré en jeu lors des deux premiers matchs, il va en revanche être titulaire lors du dernier match de poule contre la Roumanie — une équipe arrivée troisième du championnat d'Europe — jouant un rôle central dans l'assise défensive de son équipe, qui va arracher un nul 0-0 leur permettant une qualification historique en phase à élimination directe,,,,.
Suspendu pour les quarts de finale à la suite de deux cartons jaunes,, il ne participe ainsi pas à l'élimination des siens face aux hôtes japonais, à la suite d'une défaite aux tirs au but,.

#### Premiers appels avec lesAll Whites
En mars 2020, Stamenić est appelé à jouer en équipe néo-zélandaise senior, pour des matchs amicaux que le covid finira par forcer l'annulation,,.
En septembre 2021, le jeune milieu est à nouveau appelé avec les All Whites, pour des matchs amicaux contre Curaçao et le Bahreïn,.
Il est titularisé dès le premier match de cette série le 9 octobre 2021, contre les caribéens — qui est aussi la première rencontre internationale des néo-zélandais dans un contexte marqué par le covid —, formant avec Sarpreet Singh et Matthew Garbett un milieu brillant par la fluidité de son animation, permettant aux siens de s'imposer 2-1 contre La Familia Azul, après avoir mené par deux longueurs d'avance.

## Style de jeu
Marko Stamenić est un milieu de terrain évoluant dans un registre de milieu défensif qui sert de plaque tournante dans l'entrejeu, tel un regista, il est comparé à l'international italien Manuel Locatelli.
Milieu au physique assez imposant, il est notamment décrit comme un joueur « athlétiquement complet, plutôt bon de son mauvais pied (le gauche) et capable de casser des lignes en allongeant de manière chirurgicale ».

## Palmarès

### En sélection
| Nouvelle-Zélande -17 ans - Championnat d'Océanie -17 ans (1) : - Champion en 2018. |

### En club
| Western Suburbs - Central League (en) (2) - Champion en 2017 et 2019 - Coupe de Nouvelle-Zélande - Finaliste en 2018 (en) | Team Wellington - Championnat de Nouvelle-Zélande : - Vice-champion en 2019-20. |